# Домбрувка (Битівський повіт)
Домбрувка (пол. Dąbrówka, нім. Dammerau) — село в Польщі, у гміні Божитухом Битівського повіту Поморського воєводства.
Населення — 590 осіб (2011).
У 1975-1998 роках село належало до Слупського воєводства.

## Демографія
Демографічна структура станом на 31 березня 2011 року:
|          | Загалом | Допрацездатний вік | Працездатний вік | Постпрацездатний вік |
| -------- | ------- | ------------------ | ---------------- | -------------------- |
| Чоловіки | 305     | 78                 | 199              | 28                   |
| Жінки    | 285     | 66                 | 179              | 40                   |
| Разом    | 590     | 144                | 378              | 68                   |